# Панамериканский чемпионат по дзюдо 1982
Панамериканский чемпионат по дзюдо 1982 года прошёл 29-31 октября в столице Чили Сантьяго под эгидой Панамериканского союза дзюдо. Чемпионат был 13-м по счёту. В неофициальном командном зачёте первенствовали представители Канады, завоевавшие 13 наград: 5 золотых, 7 серебряных и бронзовую.

## Медалисты

### Мужчины
| Категория            | Золото                     | Серебро                       | Бронза                                                      |
| -------------------- | -------------------------- | ----------------------------- | ----------------------------------------------------------- |
| до 60 кг             | Фил Такахаси · Канада      | Альфонсо Сальвадор · Бразилия | Де лос Сантос, Нельсон · Уругвай Рафаэль Ороско · Венесуэла |
| до 65 кг             | Пьер Ченье · Канада        | Луис Вера · Венесуэла         | Анибал Бенаглиа · Аргентина Серхио Сано · Бразилия          |
| до 71 кг             | Марио Цуцуи · Бразилия     | Алан Кир · Канада             | Рейнальдо Фигуэроа · Чили Андрес Пуэнтес · Мексика          |
| до 78 кг             | Арландо Меннани · Бразилия | Кевин Доэрти · Канада         | Эдуардо Барриэнтос · Чили Альваро Чиапессони · Уругвай      |
| до 86 кг             | Луис Яни · Канада          | Марсело Фрейтас · Бразилия    | Хорхе Варди · Аргентина Чарльз Гриффи · Венесуэла           |
| до 95 кг             | Аурелиу Мигел · Бразилия   | Джозеф Мэли · Канада          | Роберто Варгас · Чили Серхио Коморники · Аргентина          |
| свыше 95 кг          | Фред Блэйни · Канада       | Освальдо Симоэс · Бразилия    | Виллиан Боуза · Уругвай Хуго Андерсен · Аргентина           |
| Абсолютная категория | Освальдо Симоэс · Бразилия | Хуго Андерсен · Аргентина     | Хосе Хесо · Чили Хосе Чакоа · Венесуэла                     |

### Женщины
| Категория            | Золото                      | Серебро                     | Бронза                                               |
| -------------------- | --------------------------- | --------------------------- | ---------------------------------------------------- |
| до 48 кг             | Мария Гонсалес · Чили       | Мария Виллапол · Венесуэла  | Тина Такахаси · Канада Гислейн Ламано · Бразилия     |
| до 52 кг             | Карелис Агвилар · Венесуэла | Мэнди Клейтон · Канада      | Марица Хименес · Чили                                |
| до 56 кг             | Наташа Эрнандес · Венесуэла | Карен Шеффилд · Канада      | Соланж де Алмейда · Бразилия Россина Чианелли · Чили |
| до 61 кг             | Хиомара Ороско · Венесуэла  | Даяна Амёт · Канада         | Карла Дуарте · Бразилия Амелия Авила · Чили          |
| до 66 кг             | Вильма Чианелли · Чили      | Сюзана Мартинес · Аргентина | Марция Квинонес · Эквадор Сесилия Сато · Бразилия    |
| до 72 кг             | Лаура Мартинел · Аргентина  | Нэнси Филтью · Канада       | Елена Гвимараэс · Бразилия                           |
| свыше 72 кг          | Аллисон Генри · Венесуэла   | Сорая Андрэ · Бразилия      | —                                                    |
| Абсолютная категория | Сара Хокетт · Канада        | Сорая Андрэ · Бразилия      | Лаура Мартинел · Аргентина                           |

## Медальный зачёт
*   Принимающая страна (Чили)
| Место          | Страна         | Золото | Серебро | Бронза | Всего |
| -------------- | -------------- | ------ | ------- | ------ | ----- |
| 1              | Канада         | 5      | 7       | 1      | 13    |
| 2              | Бразилия       | 4      | 5       | 6      | 15    |
| 3              | Венесуэла      | 4      | 2       | 3      | 9     |
| 4              | Чили*          | 2      | 0       | 7      | 9     |
| 5              | Аргентина      | 1      | 2       | 5      | 8     |
| 6              | Уругвай        | 0      | 0       | 3      | 3     |
| 7              | Мексика        | 0      | 0       | 1      | 1     |
| 7              | Эквадор        | 0      | 0       | 1      | 1     |
| Всего стран: 8 | Всего стран: 8 | 16     | 16      | 27     | 59    |